# 新昌县 (北宋)
新昌县，北宋时设置的县。
北宋太平兴国六年（981年）分高安县置。治今江西宜丰县，属筠州。元朝元贞元年（1295年）升为新昌州，明朝洪武初年复降为新昌县，属瑞州府。1914年因与浙江省新昌县同名，改为宜丰县。
1. ↑  . www.cidianwang.com.   [2024-01-29]. （原始内容存档于2024-01-29）.